# Cytadela Warszawska

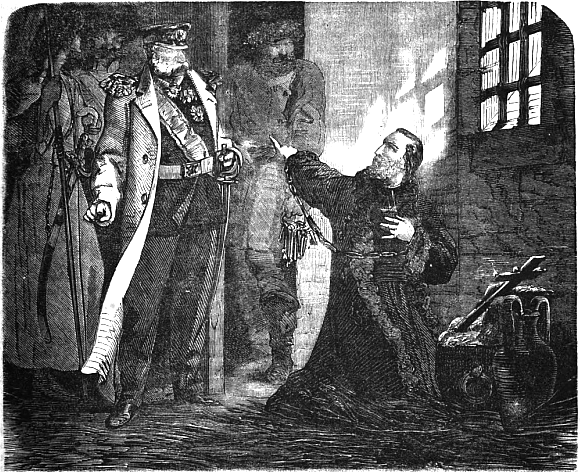
Polski ksiądz przetrzymywany w Cytadeli Warszawskiej w czasie powstania styczniowego

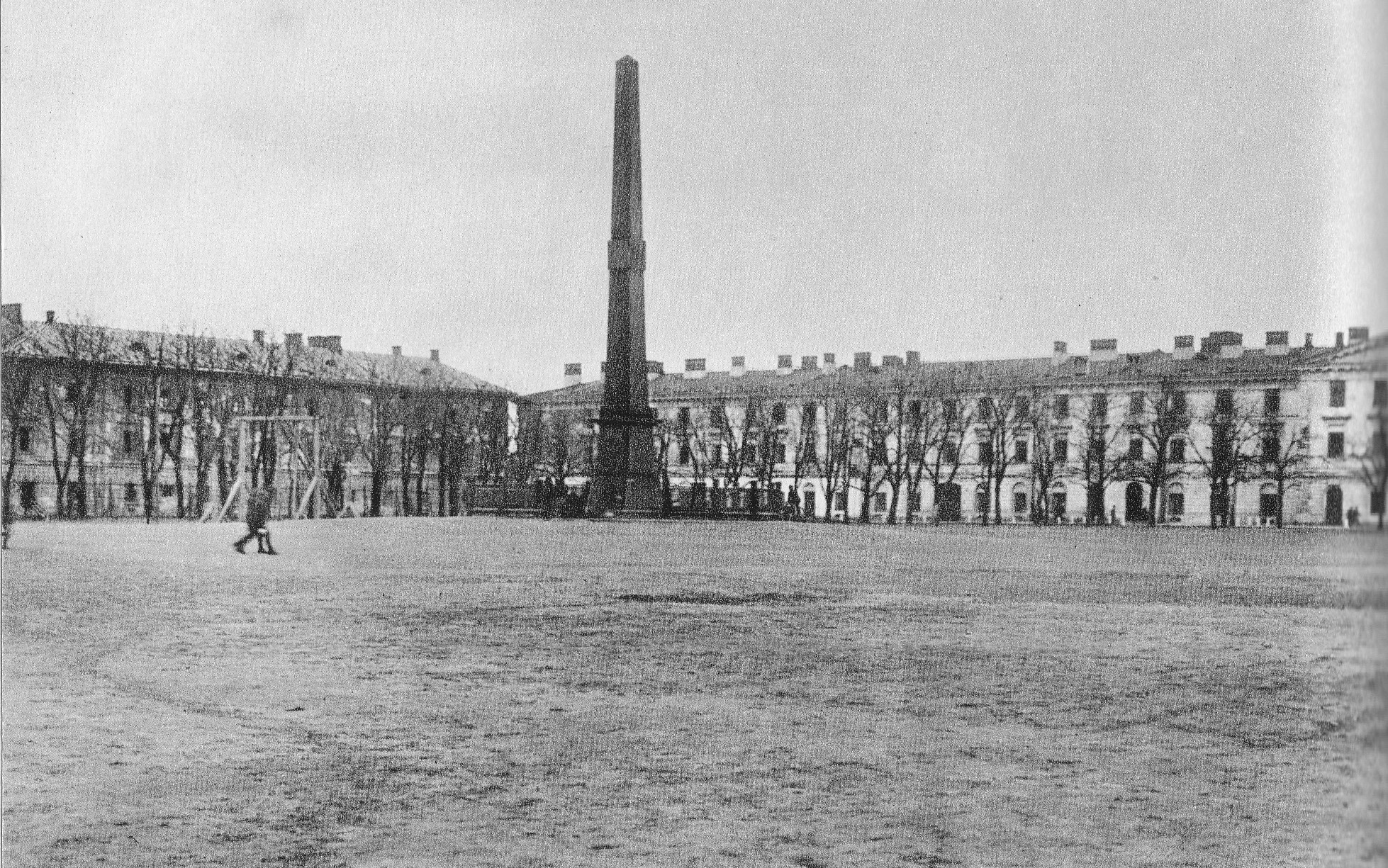
Główny plac Cytadeli

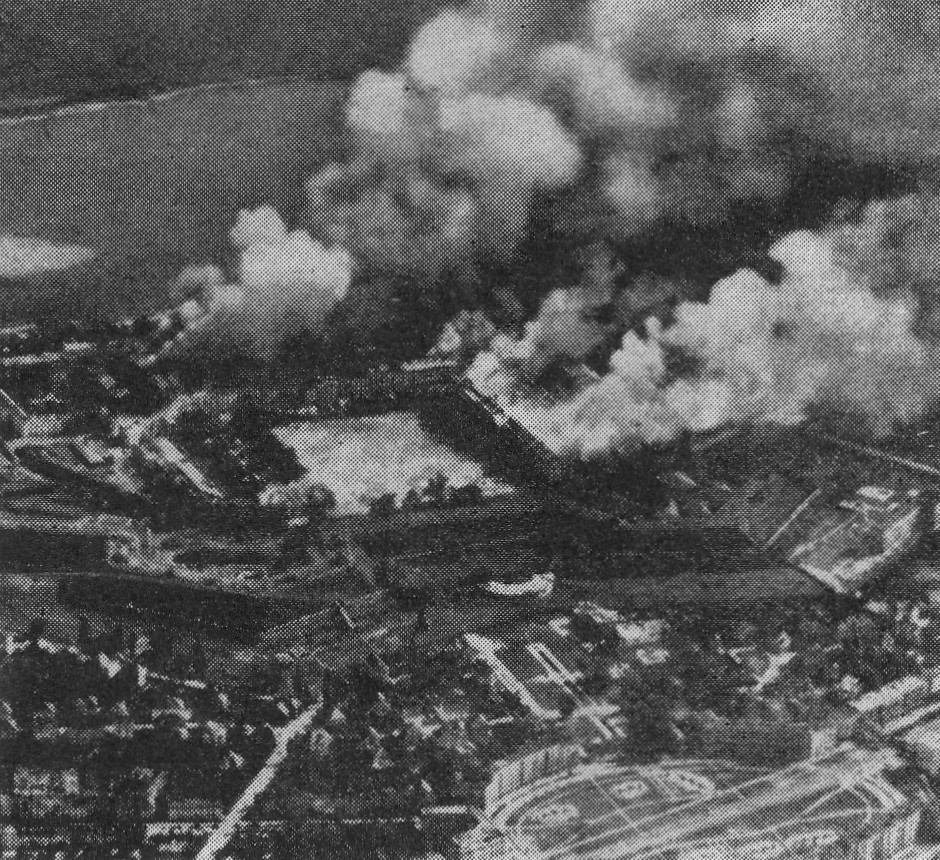
Zbombardowana cytadela we wrześniu 1939 roku

Cytadela Warszawska – twierdza w Warszawie, zbudowana w latach 1832–1834. 
Po upadku powstania listopadowego twierdza była punktem kontrolno-pacyfikacyjnym na całą Warszawę, będącą ośrodkiem polskiego ruchu niepodległościowego. Pełniła także rolę więzienia śledczego (X Pawilon) oraz miejsca straceń polskich działaczy narodowych i rewolucjonistów. Centralny element zespołu obronnego Twierdzy Warszawa.
Na terenie Cytadeli znajdują się: Muzeum Wojska Polskiego, Muzeum Historii Polski, Muzeum Katyńskie i Muzeum X Pawilonu Cytadeli Warszawskiej.

## Historia

### Budowa

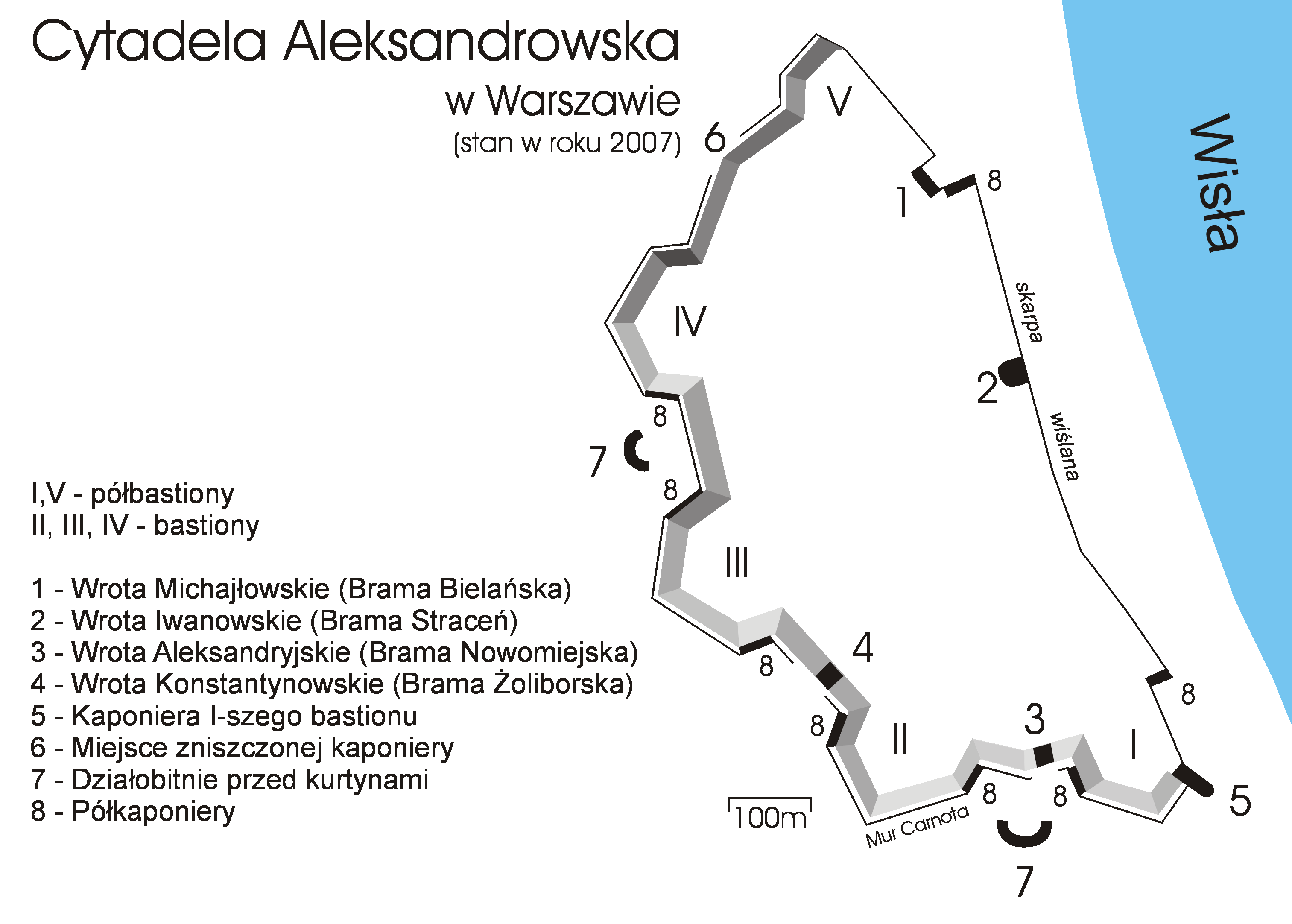
Cytadela Warszawska (na planie zbliżonym do pięcioboku): prosty schemat stanu dzisiejszego

Cytadela Warszawska zbudowana została na rozkaz cara Mikołaja I w Warszawie, po upadku powstania listopadowego, z zamysłem kontroli nad miastem, będącym ośrodkiem polskiego ruchu niepodległościowego. W czasie zaboru rosyjskiego twierdza nosiła nazwę Cytadeli Aleksandrowskiej (Александровская цитадель).
Twierdza powstała według projektu generała majora Iwana Dehna, który wzorował się na cytadeli antwerpskiej. Prace na terenach XVI-wiecznego folwarku Fawory i XVII-wiecznego konwiktu pijarów rozpoczęto 31 maja 1832. Kamień węgielny wmurował namiestnik Królestwa Polskiego feldmarszałek Iwan Paskiewicz. Teren miał powierzchnię 36 ha i plan zbliżony do pięcioboku, którego najdłuższy bok przylegał do skarpy wiślanej. Cytadela Aleksandrowska stanowiła umocnienie bastionowe, składające się z trzech bastionów, dwóch półbastionów z suchą fosą przestrzeliwaną we wszystkich kierunkach przez kaponiery i półkaponiery oraz umocnienia o narysie poligonalnym z dodatkową kaponierą (kojcem) od strony Wisły. Dnem fosy poprowadzono mur Carnota, który do dziś poza niewielkimi fragmentami zachowany jest w dobrym stanie. W 1835 roku na prawym brzegu Wisły wzniesiono fort Śliwickiego, pełniący funkcję bardzo silnego przedmościa.
Przy pracach zatrudniono siłę roboczą sprowadzaną z Rosji, zarówno żołnierzy, jak i chłopów. Na budowie pracowało do 2 tys. robotników dziennie. Na potrzeby fortyfikacji wyburzono 76 domów, zajęto ponad 64 tys. posesji oraz wysiedlono do 15 tys. okolicznych mieszkańców.
4 maja 1834 dokonano uroczystego otwarcia twierdzy. W Cytadeli umieszczono Komisję Śledczą przy naczelnym Dowódcy Armii Czynnej i Naczelniku Królestwa Polskiego, będącą centralnym organem śledczym przestępstw politycznych w Królestwie Polskim. W latach 1834–1835 na terenie Cytadeli wzniesiono cerkiew św. Aleksandra Newskiego.
Ostatecznie ciągle wznawiane prace modernizacyjne zakończono w roku 1874. Całkowity koszt budowy wyniósł 11 milionów rubli (czyli 8,5 tony czystego złota), pożyczonych bezzwrotnie z kasy miejskiej Warszawy i Banku Polskiego. Ten drenaż pogorszył sytuację ekonomiczną Królestwa Kongresowego i był jeszcze jedną karą za powstanie.
W czasie pokoju stacjonowało tam 5 tys. żołnierzy, ale np. w czasie powstania styczniowego w 1863 garnizon wzrósł aż do 16 tys. W 1837 wyposażona była w 217 dział, w 1843 miała ich już 247, a w 1863 aż 555. W ich zasięgu (1500 m) znajdowały się całe Stare i Nowe Miasto. Wokół cytadeli wybudowano 104 kazamaty więzienne mogące pomieścić do 2940 ludzi.

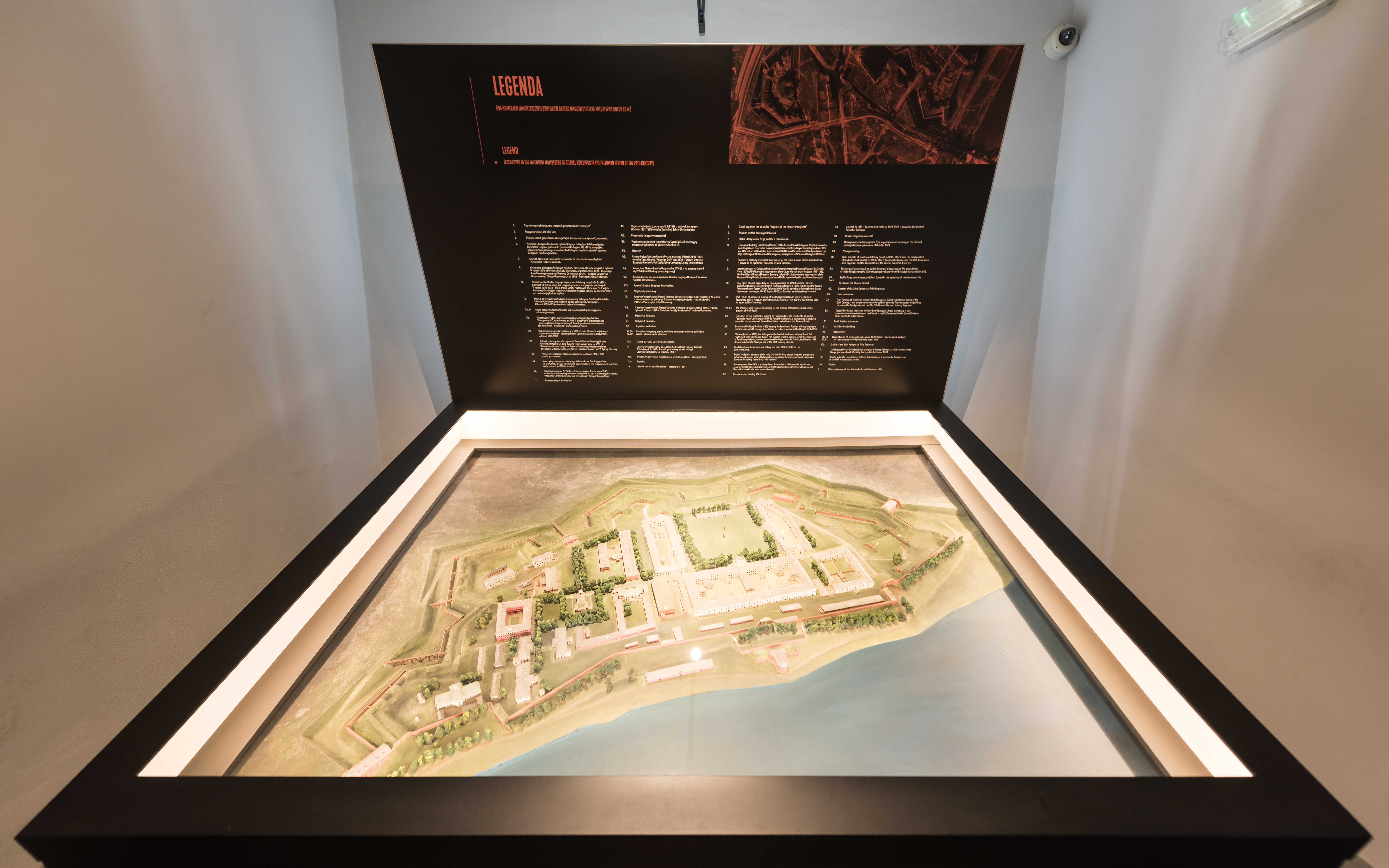
Makieta Cytadeli w Muzeum X Pawilonu Cytadeli Warszawskiej

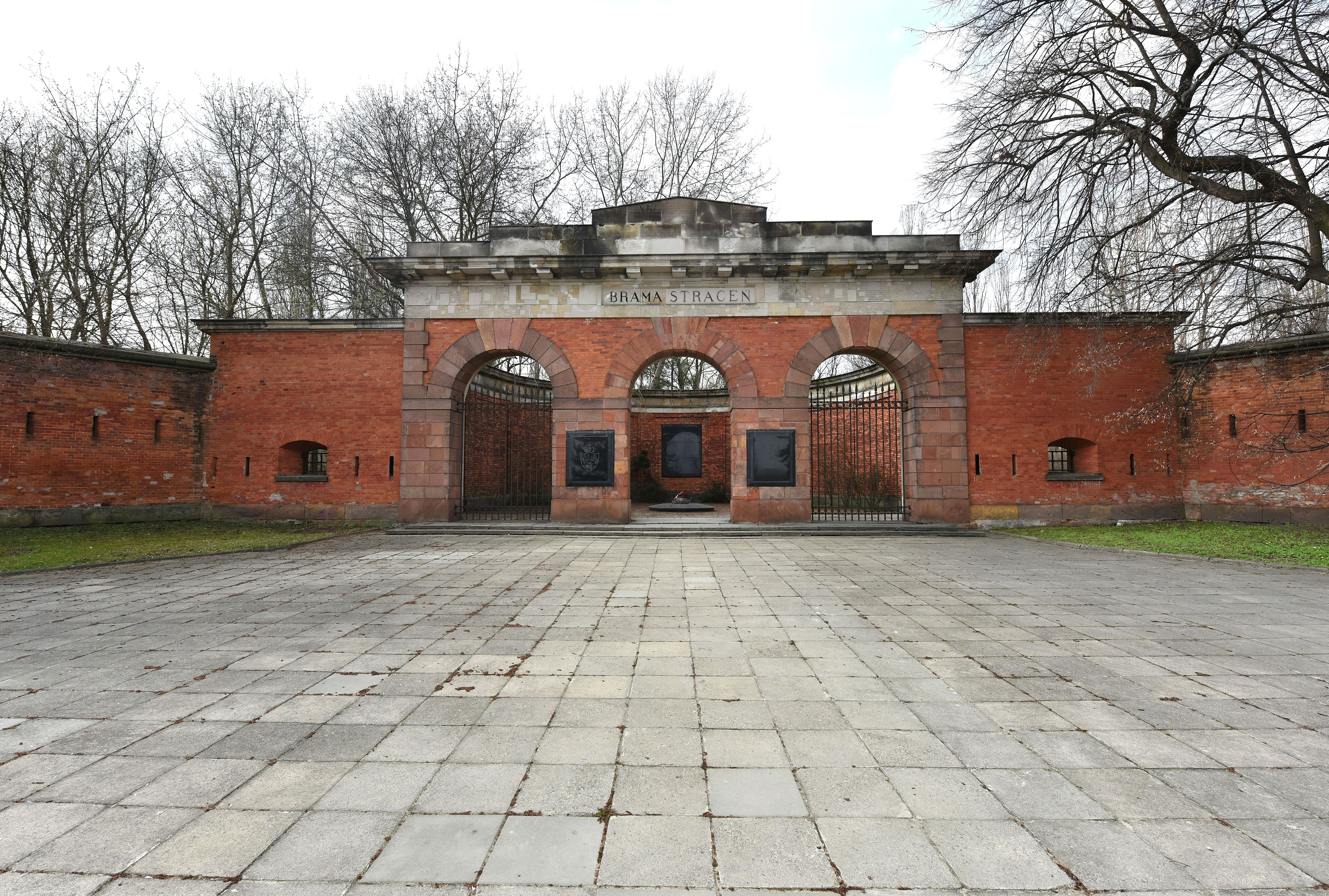
Cytadela warszawska: Brama Straceń

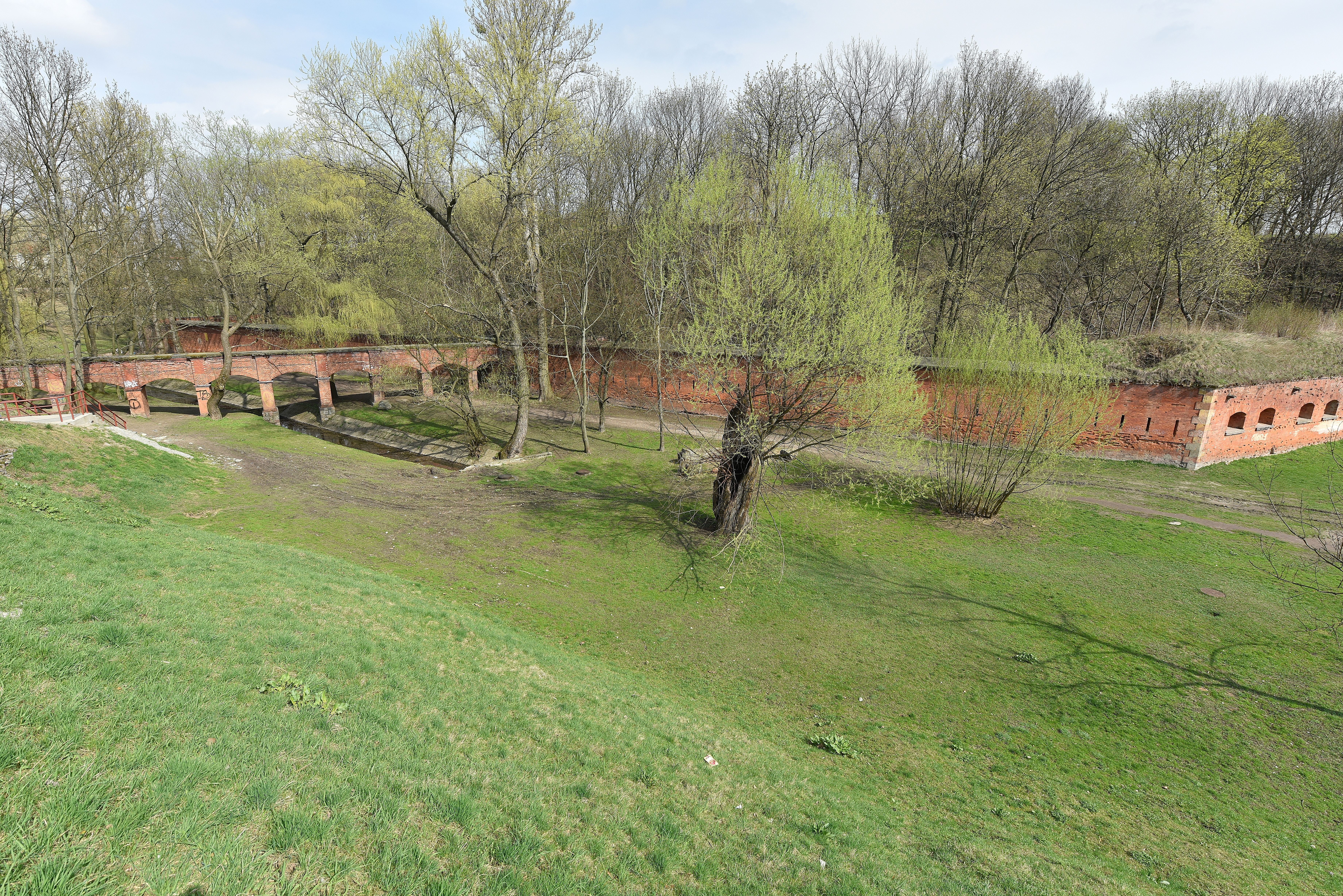
Mur Carnota w fosie twierdzy

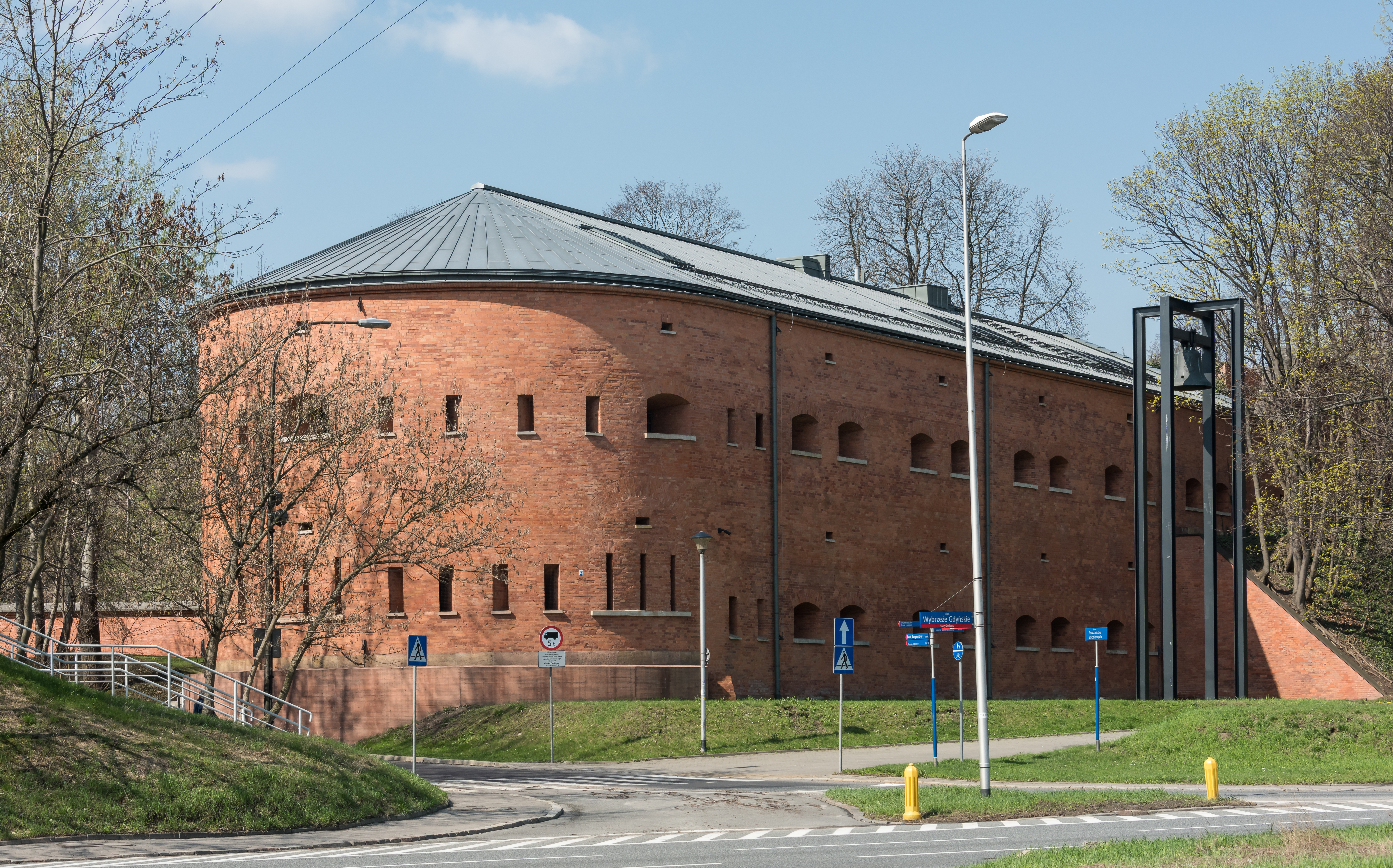
Kaponiera pierwszego bastionu, siedziba Muzeum Katyńskiego

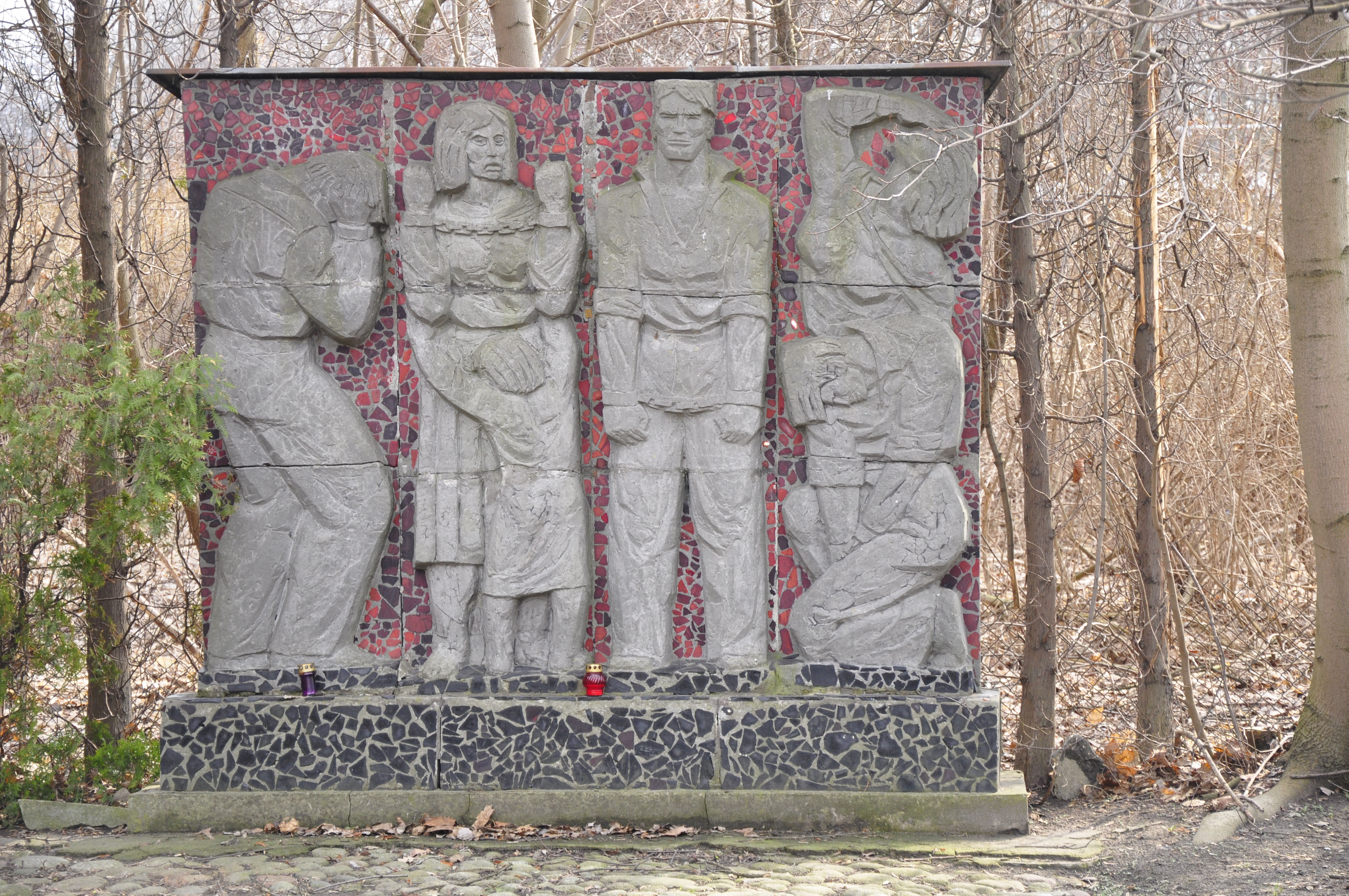
Płaskorzeźba przy Bramie Straceń

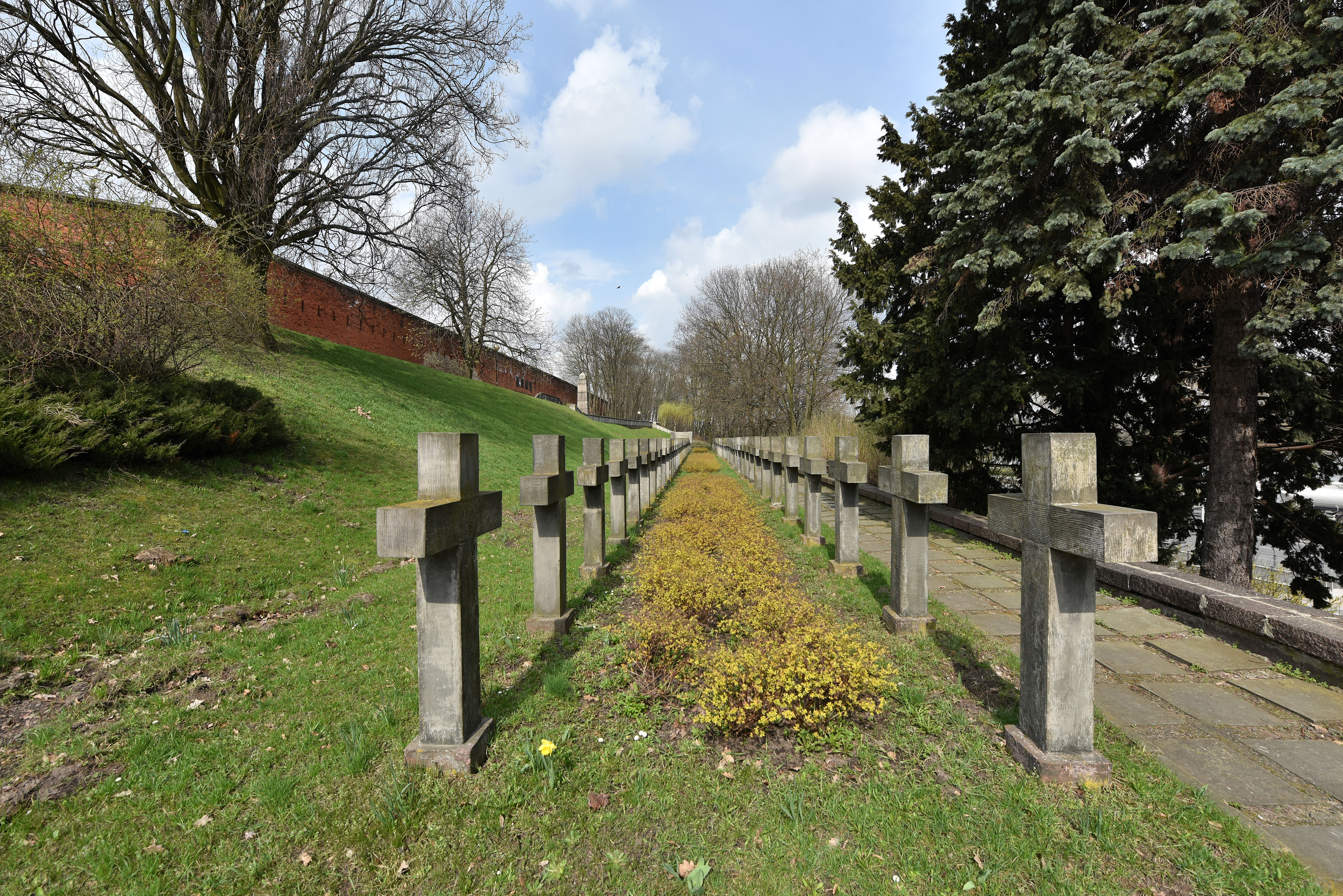
Symboliczny cmentarz przy Bramie Straceń

Na jej stokach straceni zostali bojownicy o niepodległość, m.in. Romuald Traugutt, Stanisław Kunicki, Piotr Bardowski, Marcin Kasprzak, Stefan Aleksander Okrzeja, Henryk Baron, Michał Ossowski i wielu innych. Symboliczne groby zgładzonych na cytadeli znalazły się na cmentarzu przy Bramie Straceń.

### Modernizacja
Twierdza nigdy nie odegrała roli obronnej. O tym, że było to umocnienie mające pacyfikować nastroje i rozruchy w Warszawie mogą świadczyć takie fakty, jak przykrycie każdej z trzech kaponier (zachowała się jedna z tych budowli) blachą bez ochronnej i maskującej warstwy ziemi, brak wyposażenia twierdzy w artylerię dalekonośną czy brak większych powierzchni do magazynowania amunicji. By częściowo uzupełnić te mankamenty i poszerzyć możliwości obronne, a nie tylko policyjne umocnienia, w latach pięćdziesiątych i sześćdziesiątych Cytadelę uzupełniono o 5 wysuniętych fortów (Siergieja, Gieorgija, Pawła, Aleksieja, Władimira) oraz umocnioną baterię nad brzegiem Wisły (Bateria Nadbrzeżna). Najwcześniejsze dzieła wzniesiono pod postacią ceglanych działobitni otoczonych fosą (istniejących do dzisiaj). Dzieła późniejsze miały kształt lunet (umocnień o dwóch czołach, z otwartą szyją). Podobnymi umocnieniami ziemnymi uzupełniono istniejące działobitnie. Według niektórych źródeł wszystkie forty łączone były z Cytadelą poternami (tunelami). Podstawy do takich twierdzeń dają istniejąca do dzisiaj poterna prowadząca do zburzonego w okresie międzywojennym Fortu Gieorgija oraz system tuneli kontrminowych i komunikacyjnych wokół Fortu Władimira.
Po zajęciu Cytadeli przez Niemców w 1915 zainstalowano w działobitni placu broni drogi ukrytej pomiędzy III i IV Bastionem dwa maszty antenowe radiostacji i aparaturę „Telefunken” o mocy 4 kW w jej kazamatach.
Radiostacja została przejęta nieuszkodzona przez Polaków w listopadzie 1918. Z tego miejsca 16 listopada 1918 nadano w świat depeszę Naczelnika Państwa Józefa Piłsudskiego o powstaniu niepodległego państwa polskiego. W czasie bitwy warszawskiej 1920 w dniach 15 i 16 sierpnia radiostacja zagłuszała radiostacje sowieckie nadawanym bez przerwy przez 36 godzin tekstem Nowego Testamentu. Działała do 1925 jako Centralna Stacja Telegraficzna „WAR”. Zdemontowana została przed rokiem 1935.

### Okres międzywojenny i II wojna światowa
Po odrodzeniu Polski cytadelę przejęło Wojsko Polskie, którego jednostki zajmowały ją do końca września 1939. Rozkazem z 7 kwietnia 1919 komendantem Cytadeli został płk piechoty Stanisław Szurig. 
13 października 1923 dokonano zamachu na cytadelę. Nieznani do dziś sprawcy wysadzili celowo lub przypadkowo skład amunicji w Cytadeli, zginęło 28 osób, a przeszło 40 zostało ciężko rannych. O powiązania z tym wydarzeniem posądzono dwóch oficerów WP Walerego Bagińskiego i Antoniego Wieczorkiewicza, przebywających od sierpnia 1923 r. w areszcie pod zarzutem sympatii i działalności komunistycznej. Obu w wyniku wkrótce przeprowadzonego procesu przed sądem wojskowym i na podstawie innych zarzutów skazano na karę śmierci. Karę wkrótce zamieniono na dożywotnie pozbawienie wolności, a następnie w wyniku porozumienia z ZSRR miano ich wymienić na dwóch obywateli polskich, do czego nie doszło, gdyż w trakcie transportu zostali zastrzeleni przez konwojenta Józefa Muraszko.
W latach międzywojennych w czasie rozbudowy Żoliborza rozebrano trzy z siedmiu (wliczając przedmoście) otaczających cytadelę starych fortów.
Do roku 1939 w Cytadeli stacjonowały:
- 21 Pułk „Dzieci Warszawy”,
- 30 Pułk Strzelców Kaniowskich,
- Centralne Składy Broni nr 1,
- Centrum Wyszkolenia Rusznikarzy,
- Centrum Wyszkolenia Gołębi Meldunkowych.

Podczas obrony Warszawy we wrześniu 1939 roku do 22 września Niemcy powstrzymywali się przed bombardowaniami Cytadeli ze względu na umieszczenie w niej punktu zbornego dla jeńców niemieckich.
W czasie powstania warszawskiego blokowała połączenie zgrupowań AK na Żoliborzu i Starym Mieście.

### Po 1945
W 1945 stała się siedzibą dowództwa Warszawskiego Okręgu Wojskowego. Obecnie duża część terenu Cytadeli w dalszym ciągu znajduje się w posiadaniu Wojska Polskiego. Mieszczą się tam Dowództwo Wojsk Lądowych i 3 batalion zabezpieczenia Dowództwa Wojsk Lądowych, w skład którego wchodzi Kompania Reprezentacyjna Wojsk Lądowych. W okresie powojennym wyburzono dwie z trzech kaponier twierdzy. W 1950 wokół kompleksu został urządzony park noszący pierwotnie nazwę parku im. Kniewskiego, Hibnera i Rutkowskiego (obecnie park Fosa i Stoki Cytadeli) wraz z pomnikiem-mauzoleum Władysława Hibnera, Władysława Kniewskiego i Henryka Rutkowskiego.
Na terenie Cytadeli mają swoją siedzibę: Muzeum Wojska Polskiego (MWP), Muzeum Historii Polski (MHP), Muzeum X Pawilonu Cytadeli Warszawskiej i Muzeum Katyńskie. Kompleks muzealny (MWP i MHP) zaprojektowany przez pracownię WXCA składa się z budynku głównego, przeznaczonego dla MHP, natomiast MWP zajmować będzie dwa budynki boczne, z których na razie powstał jeden. Oprócz MWP planowane jest także przeniesienie tutaj Wojskowego Biura Badań Historycznych, Centralnego Archiwum Wojskowego oraz Domu Żołnierza Polskiego. Muzeum ma mieć 40 tys. metrów kwadratowych powierzchni wystawowej wraz z zapleczem, planowana jest też przebudowa otoczenia cytadeli pod budowę dojazdów i parkingów. 
W związku z budową w latach 2016–2017 wybudowano nowy wjazd na teren Cytadeli od strony ul. Wybrzeże Gdyńskie. W tym celu rozebrano magazyn mundurów, podziemny schron oraz kilkudziesięciometrowy odcinek ceglanego muru. Prace opóźniło odkrycie w trakcie budowy ludzkich szkieletów.

## Upamiętnienie
Martyrologia Polaków osadzanych, więzionych i mordowanych w cytadeli w czasach zaboru carskiego została upamiętniona na Grobie Nieznanego Żołnierza w Warszawie napisem na jednej z tablic: „CYTADELA WARSZAWSKA 1833 – 1915”.

## Filmy
- Miejsca przeklęte: Cytadela Warszawska (2008), odc. 6, 24 min.
- Polska i świat z historią w tle: Twierdza Warszawa (2011), odc. 29, 20 min.